# Rue Haute-Wez
La rue Haute-Wez est une artère ancienne de la section de Grivegnée dans la ville belge de Liège.

## Histoire
Au même titre que ses voisines du nord les rues Basse-Wez et du Beau-Mur, la rue Haute-Wez est une voie ancienne (vraisemblablement antérieure au XVIIIe siècle) reliant le pont d'Amercœur à la localité de Chênée puis remontant la vallée de la Vesdre en direction de Verviers.

## Description
Avec une longueur d'environ 590 m, cette rue relie la rue Belvaux à la rue du Beau-Mur dans les quartiers dits de la Bonne-Femme et de Grivegnée-Bas. Elle compte environ 140 immeubles. La rue d'abord plate dans sa partie nord s'élève progressivement et opère quelques courbes avant de rejoindre la rue Belvaux.

## Toponymie
Wez, ancien hameau à l'entrée de Grivegnée dépendant de la paroisse Saint-Remacle, signifie en wallon ancien : une mare ou un abreuvoir issu d'une source et, en vieux français : un passage d'eau se rapprochant sans doute du mot actuel : gué car, jadis, les méandres et les bras secondaires de l'Ourthe coulaient dans ce quartier comme en lieu et place du boulevard de Froidmont tout proche. Il existe aussi plus au nord une rue Basse-Wez située sur l'ancien territoire communal de Liège.

## Architecture et patrimoine
- La petite maison en brique située aux nos 26/28 est l'une des plus anciennes demeures de la rue. Elle a été construite à la fin de XVIIe siècle  et a subi d'importantes transformations au cours du XIXe siècle[1].
- L'immeuble voisin, sis au no 30, d'architecture néo-classique, date du début du XIXe siècle[2].

## Rues adjacentes
- Rue Belvaux
- Rue du Falchena
- Cité des Démineurs
- Impasse de l'Aigle Noir
- Rue de la Chartreuse
- Cour Guérin
- Rue Kinet
- Rue Pont des Vennes
- Rue Grégoire
- Rue des Pipiers
- Rue Billy
- Rue du Beau-Mur

### Source et bibliographie
- Yannik Delairesse et Michel Elsdorf, Le nouveau livre des rues de Liège, Liège, Noir Dessin Production, décembre 2008, 2e éd. (1re éd. 2001), 512 p. (ISBN 978-2-87351-143-2 et 2-87351-143-5, présentation en ligne), page 117